# Glenea salomonum
Glenea salomonum är en skalbaggsart som beskrevs av Stefan von Breuning 1958. Glenea salomonum ingår i släktet Glenea och familjen långhorningar. Inga underarter finns listade i Catalogue of Life.